# Za Górą (Kryspinów)
Za Górą – część wsi Kryspinów w Polsce, położona w województwie małopolskim, w powiecie krakowskim, w gminie Liszki.
W latach 1975–1998 Za Górą administracyjnie należało do województwa krakowskiego.